# 歐琴捲管螺
歐琴捲管螺（学名：Daphnella olyra）为捲管螺科月桂捲管螺屬下的一个种。